# Паасо
Паасо — городище древних карелов на горе Паасонвуори, вблизи города Сортавала. Городище обнаружил в 1880-е года финский археолог Отто Аппельгрен.

## Название
Название может быть связано с происхождением финского слова Paaso от русского «погост», или значение paaso — «плоский камень или плита». 
Также существует версия от имени собственного. В современной Финляндии нередко встречаются фамилии с подобной производной, например — Паасио. Таким образом, на данной территории мог проживать род Паасо, который и дал название городищу.

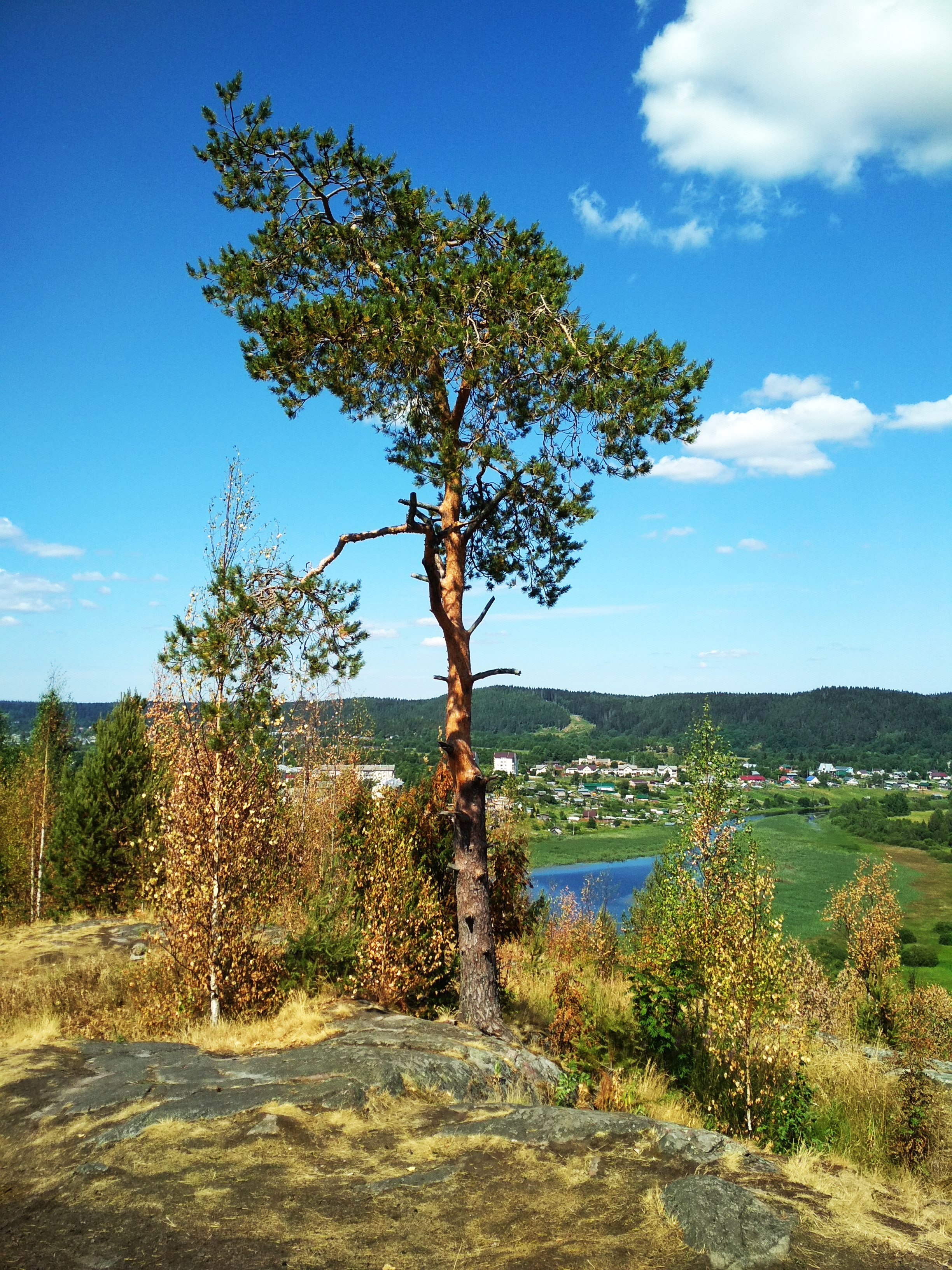
Гора Паасонвуори

## Описание
Паасо расположено на высокой скале у озера Кармаланъярви и реки Хелюлянйоки. Площадь городища примерно 1000 м². Основные раскопки велись в 70-е годы XX века. Было обнаружено несколько десятков керамических осколков, наконечников стрел и копий, а также обломок меча.
Археологи датируют городище XII—XIII веками, но скорее всего оно существовало и ранее, возможно еще в эпоху викингов, так данная местность была заселена финно-угорскими племенами уже в VII—VIII веках.
Городище на горе Паасо являлось скорее не местом постоянного проживания, а убежищем-укрытием для местного населения в случае опасности.
По южному склону к вершине идет пологая тропа, именно с этой стороны был вход в городище, укрепленный валом и деревянными воротами. Вал из каменных плит также защищал и восточную часть городища. Вершина горы была застроена жилищами с фундаментами из небольших камней, который не имел скрепляющего раствора. Внутри строений находились очаги округлой формы. В ходе археологических раскопок под руководством С. И. Кочкуркиной, было обнаружено семь жилищ, расположенных в шахматном порядке. Их расположение говорит о том, что жилые постройки на горе Паасонвуори несли также оборонительную функцию. Верх строений — деревянный, срубной конструкции. Паасо могло временно приютить до ста человек.
История городища Паасо продолжалась до XIV века. Найденные здесь многочисленные ювелирные украшения, хозяйственный инвентарь и остатки утвари, а также отчетливые следы пожара, говорят о том, что жители погибли или спешно покинули поселение.
Так же были обнаружены остатки горна, что дает возможность предполагать, что люди во время осады могли изготавливать или ремонтировать вооружение, например наконечники стрел и копий.